# Zelená dolina (Vysoké Tatry)
Zelená dolina, přesněji Zelená Javorová dolina, Zelená dolina javorová (polsky Dolina Zielona Jaworowa, německy Grünseetal, maďarsky Zöldtó völgye) je údolí Javorové doliny ve Vysokých Tatrách.

## Název
Je odvozen z plesa a potoka, které jsou v dolině. Pravděpodobnější však je, že dolina dostala název od bujného a vysokého lesa, který v ní roste a po něm převzaly jméno pleso i potok, které nemají charakteristickou zelenou barvu.

## Poloha
Nachází se pod Širokým sedlom a Širokou. Od Žabí doliny je oddělena vedlejším severovýchodním ramenem severozápadního vrcholu Žabího vrchu a od Javorinky severovýchodním ramenem nižšího vrcholu Široké. Na západě na druhé straně hřebene za Širokým sedlem je Litvorový žlab.. V údolí je Zelené Javorové pleso, z něhož vytéká Zelený potok. 

## Turistika
Dolina je přísně chráněná přírodní rezervace. Turistům je nepřístupná.